# Thomas Braun (Schriftsteller)

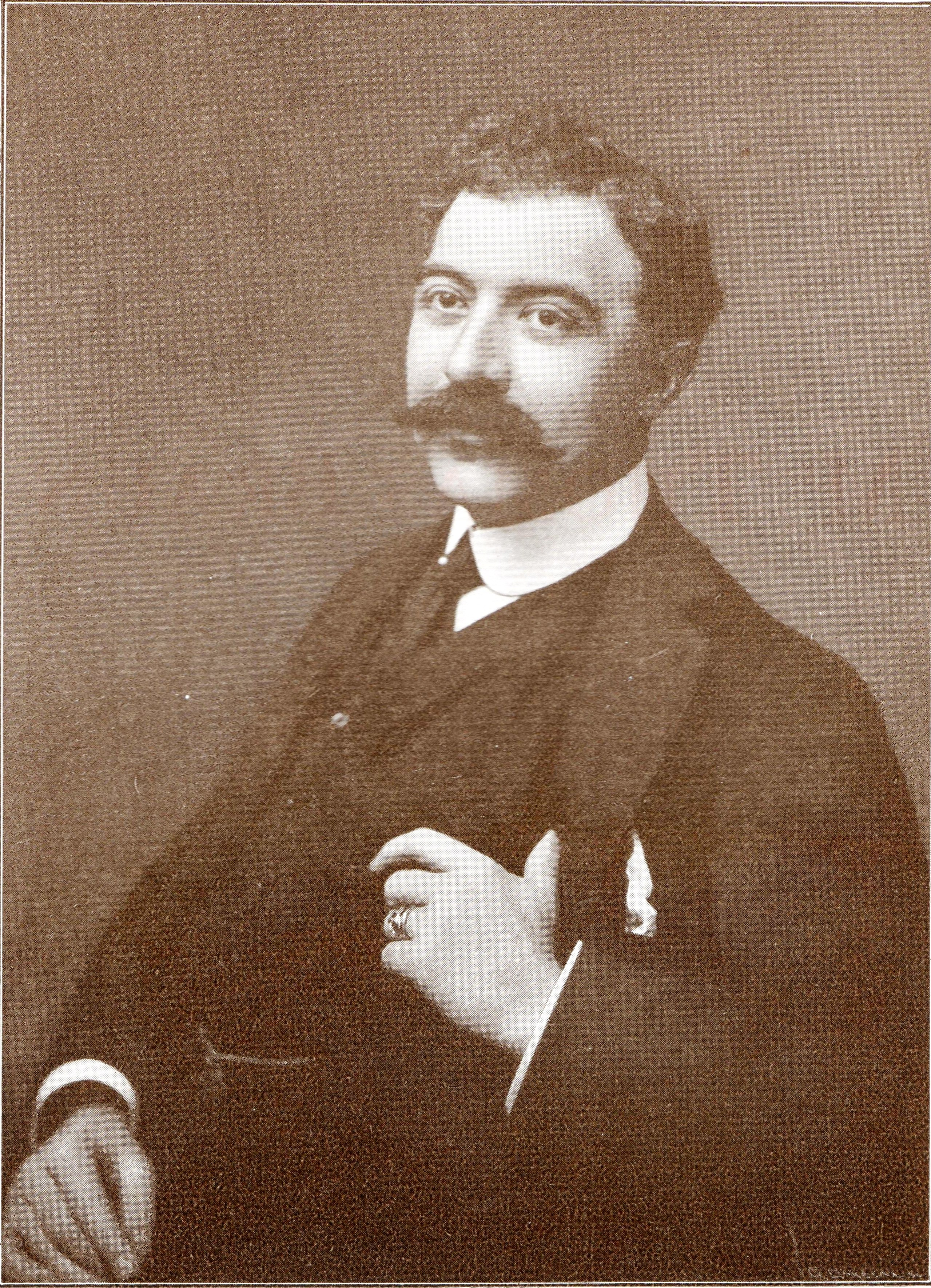
Thomas Braun, 1876–1961

Thomas Braun (* 8. September 1876 in Brüssel; † 11. September 1961 in Ixelles) war ein belgischer Schriftsteller, Literaturwissenschaftler und Jurist.

## Leben
Thomas Braun wurde 1876 als Sohn des Rechtsanwalts und Politikers Alexandre Braun geboren, der im Jahr 1925 zum Staatssekretär im Justizministerium ernannt wurde. Sein Großvater war der Pädagoge Thomas Braun senior.
Seine Familie war geprägt durch Juristen und Magistrate, was seine persönliche spätere Laufbahn prägte. So studierte er in Brüssel, Bonn und an der Universität Leuven Rechtswissenschaften. In Bonn wurde er Mitglied der katholischen Studentenverbindung KDStV Bavaria Bonn im CV, in Leuven der KAV Lovania Löwen.
Ab 1891 wirkte er beim Magasin littéraire et scientifique mit. 1897 veröffentlichte er sein erstes Gedicht unter dem Titel:  Le Spectateur catholique. Drei Jahre später sorgte sein Buch Livre des bénédictions  für großes Aufsehen. Im selben Jahr heiratete er auch seine erste Frau Maguertie Van Mons, die jedoch 1919 verstarb. Aus seiner späteren zweiten Ehe mit Helen Moeller stammt sein Sohn Benoît Braun, der ebenfalls Schriftsteller ist.
Während des Ersten Weltkriegs war Braun in mindestens zwei Verfahren gegen belgische Spioninnen (Edith Cavell und Hermine Vaneukem) als Verteidiger involviert.
1921 erschien sein in den Jahren 1914–1918 entstandenes Werk À des absents.  Danach erschienen in unregelmäßigen Abständen bis zu seinem Tod noch viele weitere Werke.
1932 unterstützte Braun die Aufstellung einer Kreuzigungsgruppe aus Le Tréhou, einem Ort in der französischen Bretagne, auf dem Friedhof von Maissin.
Am 22. April 1939 wurde er in die Académie royale des Sciences, des Lettres et des Beaux-Arts de Belgique berufen, konnte aber wegen der Ereignisse des Zweiten Weltkriegs erst 1946 beitreten. Er war ebenfalls bei der Académie luxembourgeoise.
Braun war auch Mitglied des Cercle Léon XIII.

## Veröffentlichungen
- L'An, poésie, Bruxelles-Lyon, Éditions Claesen, 1898.
- Le Livre des bénédictions, poésie, Bruxelles, Éditions O. Schepens, 1900.
- Francis Jammes et les poètes simples, essai, Bruxelles, Éditions La libre esthétique, 1900.
- Propos d'hier et d'aujourd'hui, Bruxelles, Éditions Van Oest, 1908.
- Paul Verlaine en Ardenne, essai, Paris, Éditions Les Marches de l'Est, 1909.
- À des absents (1914–1918), poésie, Bruxelles, Paris, Lille, Éditions Cahiers de l'Amitié de France et de Flandre, 1921.
- Fumée d'Ardenne, Bruxelles, Éditions Deman, 1912.
- Le Beau temps, poésie, Bruxelles, Éditions Robert Sand, 1923.
- Ex-voto, essai, Bruxelles, Éditions Vromant, 1932.
- Thrène pour la mort du roi, poésie, Bruxelles, Éditions Universelle, Bruxelles, 1934.
- Notre zodiaque, poésie, Bruxelles-Luxembourg, Éditions de l'Ouest, 1938.
- Miroir de justice, essai, Bruxelles, Éditions La Connaissance, Bruxelles, 1938.
- Amour de l'Ardenne, essai, Bruxelles, Éditions Durendal, 1949.
- Poésie 1898–1948, poésie, Paris, Éditions Mercure de France, 1950.